# Вилијам Мур
Вилијам Мур (енгл. William Moor) је био британски морнар и истраживач повезан са компанијом Хадсон Беј (ХБК) и бродовима за снабдевање у области залива.
Мур је, под надзором свог рођака Кристофера Мидлтона, био укључен у путовања у залив око 1730. до 1741. године и обављао све важније дужности током тог периода. Године 1741. он и Мидлтон су напустили ХБК и Мур је добио команду над ХМК Дисковери да помогне свом рођаку у ХМК Фурнису у потрази за северозападним пролазом. Презимили су у тврђави Принца од Велса, где је посаду мучила болест. Њихово истраживање обале и плиме и осеке западне стране залива Хадсон није било нарочито успешно.
Експедиција Мура и Мидлтона у периоду од 1741 до 1742. године била су под лупом Артура Добса, противника монопола ХБК-а на област залива. Мидлтон је оптужен да штити монопол ХБК-а, а Мур је стао на Добсову страну. Године 1746. Мур је командовао приватном експедицијом за проналажење северозападног пролаза кроз Хадсонов залив, а коју су финансирали Добс и други. После кратког и неуспешног периода истраживања, Мур је са два брода и посадом одлучио да презими у ХБК постаји у „фабрици Јорк” у североисточној Манитоби.
Следећег лета су обављена истраживања на западној обали и откривена је увала Честерфилд, али није у потпуности истраживана. Мур је такође прегледао залив Ренкин и залив Вагер. У једном тренутку, након даљег истраживања, болест и претње побуном окренуле су експедицију кући. Мурова компетенција као команданта доведена је у питање по повратку. Нема сумње да су његова слабост и несигурност утицали на експедицију, али је незадовољство инвеститора било и због тога што је одбио да се бави илегалном трговином у њихово име.
По подацима Мур се пензионисао отприлике у то време. Његова истраживања су значајно допринела познавању подручја упркос његовим проблемима са командом експедиције.
| „Западна | „Залив | „Ренкин | „Честерфилд |